# Couepia schottii
Espèce
Classification APG III (2009)
Statut de conservation UICN

 VU A1c+2c : Vulnérable
Couepia schottii est une espèce de plantes à fleurs de la famille des Chrysobalanaceae. C'est un arbre endémique des états de Bahia, Espírito Santo, et Rio de Janeiro au Brésil.

## Synonymes
Chrysobalanus macrophyllus Schott.

## Description
C'est un arbre atteignant 25 m de haut.

## Répartition
Endémique à la végétation de restinga des états de Bahia, Espírito Santo, et Rio de Janeiro, l'espèce est menacée par l'expansion du tourisme et la coupe en bois de chauffage.